# Olha Rudenko
Olha Rudenko (en ucraïnès: Ольга Руденко, 1989 o 1990) és una periodista ucraïnesa. És l'actual editora en cap del diari ucraïnès en llengua anglesa, The Kyiv Independent, que va fundar al novembre del 2021 amb companys antics periodistes del Kyiv Post.

## Biografia
Olga Rudenko va estudiar periodisme a la Universitat estatal de Dnipropetrovsk el 2011. Aquell mateix any va integrar l'equip del diari en anglès el Kyiv Post durant el mes de juliol. Va ocupar el càrrec d'editora al diari fins al seu acomiadament el 2021.
Al febrer del 2022 Rudenko va escriure un article d'opinió per al New York Times, "The Comedian-Turned-President Is Seriously in Over His Head", una crítica molt àcida envers el president ucraïnès Volodímir Zelenski en la qual denunciava el fracàs de la lluita contra la corrupció de l'antic comediant entre més arguments negatius.
Com molts dels periodistes del diari ha hagut de deixar la capital ucraïnesa per a refugiar-se a una zona del país menys exposada arran de la invasió russa d'Ucraïna del 2022.